# Wolf Hagemann
Wolf Hagemann (20 de julho de 1898 - 12 de setembro de 1983) foi um oficial alemão que serviu no Deutsches Heer durante a Segunda Guerra Mundial. Foi condecorado com a Cruz de Cavaleiro da Cruz de Ferro com Folhas de Carvalho.

## Crimes de guerra
Em 2 de setembro de 1944, a 541ª divisão da Wehrmacht comandada por Hagemann executou ao todo 448 civis poloneses, principalmente mulheres, idosos e crianças de até 6 meses de idade, durante a pacificação da vila de Lipniak-Majorat no mesmo dia. A 541ª divisão executou civis inocentes de propósito em vingança pela atividade militar da resistência polonesa.

## Condecorações
| Cruz de Ferro (1914) 2ª Classe                                      | 6 de julho de 1916      |
| Cruz de Ferro (1914) 1ª Classe                                      | 5 de julho de 1917      |
| Cruz de Mérito, 4ª Classe com Espadas                               | 22 de novembro de 1917  |
| Distintivo de Feridos (1914) em Preto                               | 20 de julho de 1918     |
| Água silesiana (em alemão: Schlesischer Adler) 1ª e 2ª Classe       | 31 de julho de 1919     |
| Cruz de Honra da Guerra Mundial 1914/1918                           | 15 de janeiro da 1935   |
| Condecoração por Longo tempo de serviço na Wehrmacht 4ª a 2ª Classe | 2 de outubro de 1936    |
| Medalha dos Sudetos                                                 |                         |
| Cruz de Ferro (1939) 2ª Classe                                      | 24 de outubro de 1939   |
| Cruz de Ferro (1939) 1ª Classe                                      | 10 de maio de 1940      |
| Escudo de Narvik                                                    | 10 de novembro de 1940  |
| Cruz de Comandante da Ordem da Estrela da Romênia com Espadas       | 24 de junho de 1942     |
| Medalha da Frente Oriental                                          | 5 de agosto de 1942)[1] |
| Escudo da Crimeia                                                   |                         |
| Ordem de Michael o Bravo, 3ª Classe                                 | 12 de julho de 1944     |
| Cruz de Cavaleiro da Cruz de Ferro                                  | 4 de stembro de 1940    |
| Cruz de Cavaleiro da Cruz de Ferro com Folhas de Carvalho nº 484    | 4 de junho de 1944      |